# Bertil Schough
Bertil Lennart Schough, född 20 juni 1955 i Drängsered i Halland, bosatt i Falkenberg i Halland, är en svensk spelman och revyartist som gjort mer än 1000 föreställningar och över 20 säsonger med Falkenbergsrevyn. 
Bertil är delägare i Falkenbergsrevyn AB, vilken han driver tillsammans med Magnus Wernersson och Håkan Runevad sedan 1997. Bertil vann revy-SM med ”Årskavalkaden” 1993 och har senare även vunnit med ”Viagra-rappen” 1999, "Finska pinnar" 2002 och "Köttfarsen" 2008. Han släppte år 2013 ett album med titeln "Siktet upp".

## Familj
Bertil är även far till Olivia Schough, som spelar i damernas fotbollslandslag.